# Badminton aux Jeux olympiques d'été de 2016
Navigation
Londres 2012 Tokyo 2020
Les épreuves de badminton aux Jeux olympiques d'été de 2016 se déroulent du 11 au 20 août au pavillon 4 du Riocentro à Rio de Janeiro au Brésil.

## Qualifications

### Période de qualification
La qualification est basée sur le résultat des athlètes au cours de la période du 4 mai 2015 au 1er mai 2016. La liste officielle est révélée le 5 mai 2016.

### Système de qualification
38 athlètes sont normalement admissibles dans chaque épreuve de simple. 16 paires sont admissibles dans chaque épreuve de double.
Chaque CNO peut qualifier au maximum 8 athlètes de chaque sexe.

## Calendrier
| P | Tours préliminaires | ⅛ | 1/8e de finale | ¼ | Quarts de finale | ½ | Demi-finales | F | Finale |

| Date →        | 11 | 11 | 11 | 12 | 12 | 12 | 13 | 13 | 13 | 14 | 14 | 14 | 15 | 15 | 16 | 16 | 17 | 17 | 18 | 18 | 19 | 19 | 20 | 20 |
| Épreuve ↓     | M  | A  | S  | M  | A  | S  | M  | A  | S  | M  | A  | S  | M  | S  | M  | S  | M  | S  | M  | S  | M  | S  | M  | S  |
| ------------- | -- | -- | -- | -- | -- | -- | -- | -- | -- | -- | -- | -- | -- | -- | -- | -- | -- | -- | -- | -- | -- | -- | -- | -- |
| Simple hommes | P  | P  | P  | P  | P  | P  | P  | P  | P  | P  | P  |    | ⅛  | ⅛  |    |    | ¼  |    |    |    | ½  |    | F  |    |
| Simple dames  | P  | P  | P  | P  | P  | P  | P  | P  | P  | P  | P  | P  |    | ⅛  |    | ¼  |    |    | ½  |    | F  |    |    |    |
| Double hommes | P  | P  | P  | P  | P  | P  | P  | P  | P  |    |    |    | ¼  |    | ½  |    |    |    |    |    | F  |    |    |    |
| Double dames  | P  | P  | P  | P  | P  | P  | P  | P  | P  |    |    |    | ¼  |    | ½  |    |    |    | F  |    |    |    |    |    |
| Double mixte  | P  | P  | P  | P  | P  | P  | P  | P  |    |    |    | ¼  |    | ½  |    |    | F  |    |    |    |    |    |    |    |

## Nations participantes
Les 172 athlètes de 46 nations participant aux épreuves de badminton figurent ci-dessous (entre parenthèses : nombre d'athlètes par nation).
| - Afrique du Sud (1) - Allemagne (7) - Australie (5) - Autriche (2) - Belgique (2) - Brésil (2) - Brunei (1) - Bulgarie (3) - Canada (2) - Chine (15) - Corée du Sud (14) - Cuba (1) - Danemark (8) - Espagne (2) - Estonie (2) - États-Unis (7) | - Finlande (1) - France (2) - Grande-Bretagne (8) - Guatemala (1) - Hong Kong (7) - Hongrie (1) - Inde (7) - Indonésie (10) - Irlande (2) - Israël (1) - Italie (1) - Japon (9) - Malaisie (8) - Maurice (1) - Mexique (1) | - Pays-Bas (3) - Pologne (5) - Portugal (2) - République tchèque (2) - Russie (4) - Singapour (2) - Sri Lanka (1) - Suède (1) - Suisse (1) - Suriname (1) - Taipei chinois (4) - Thaïlande (7) - Turquie (1) - Ukraine (2) - Viêt Nam (2) |

## Athlètes participants
172 athlètes participent à la compétition.

## Liste des médaillés
| Épreuves      | Or                                      | Argent                                           | Bronze                                       |
| ------------- | --------------------------------------- | ------------------------------------------------ | -------------------------------------------- |
| Simple hommes | Chine Chen Long                         | Malaisie Lee Chong Wei                           | Danemark Viktor Axelsen                      |
| Simple dames  | Espagne Carolina Marín                  | Inde Pusarla Venkata Sindhu                      | Japon Nozomi Okuhara                         |
| Double hommes | Chine Fu Haifeng Zhang Nan              | Malaisie Goh V Shem Tan Wee Kiong                | Grande-Bretagne Marcus Ellis Chris Langridge |
| Double dames  | Japon Misaki Matsutomo Ayaka Takahashi  | Danemark Christinna Pedersen Kamilla Rytter Juhl | Corée du Sud Jung Kyung-eun Shin Seung-chan  |
| Double mixte  | Indonésie Tontowi Ahmad Liliyana Natsir | Malaisie Chan Peng Soon Goh Liu Ying             | Chine Zhang Nan Zhao Yunlei                  |

## Tableau des médailles
| Rang  | Nation          | Or | Argent | Bronze | Total |
| ----- | --------------- | -- | ------ | ------ | ----- |
| 1     | Chine           | 2  | 0      | 1      | 3     |
| 2     | Japon           | 1  | 0      | 1      | 2     |
| 3     | Indonésie       | 1  | 0      | 0      | 1     |
| 3     | Espagne         | 1  | 0      | 0      | 1     |
| 5     | Malaisie        | 0  | 3      | 0      | 3     |
| 6     | Danemark        | 0  | 1      | 1      | 2     |
| 7     | Inde            | 0  | 1      | 0      | 1     |
| 8     | Corée du Sud    | 0  | 0      | 1      | 1     |
| 8     | Grande-Bretagne | 0  | 0      | 1      | 1     |
| Total | Total           | 5  | 5      | 5      | 15    |